# Oliphants Drift
Oliphants Drift est une ville du Botswana.